# Парламентские выборы в Болгарии (2017)
Парламентские выборы должны были состояться в Болгарии в 2018 году по окончании четырёхлетнего срока Национального Собрания. Однако досрочные выборы состоялись 26 марта 2017 года после отставки премьер-министра Бойко Борисова и неудачи с формированием правительства. Борисов ушёл в отставку после поражения Цецки Цачевой, кандидата его партии Граждане за европейское развитие Болгарии, в ноябре 2016 года. Официальная избирательная кампания началась 24 февраля.

## Предыстория
В 2016 году в ходе президентской избирательной кампании Борисов обещал уйти в отставку, если кандидат его партии, председатель Народного Собрания Цецка Цачева, проиграет выборы.
6 ноября 2016 Цачева заняла второе место в первом туре, получив только 22 % всенародном голосовании по сравнению с 25,4 % у Радева (БСП). После подведения итогов первого тура Борисов повторил свое обещание уйти в отставку, если Цачева проиграет второй тур выборов через неделю. По результатам вторго тура президентских выборов 13 ноября 2016 года Цачева получила второе место с 36,2 % голосов избирателей по сравнению с 59,4 % за Радева.
14 ноября 2016 года Борисов подал в отставку Два дня спустя Национальное Собрание приняло его отставку с результатом голосования 218 за и 0 против.

### Скандал с вмешательством Турции
Правительство Болгарии обвинило Турцию во вмешательстве в выборы путём агитации за созданную незадолго до выборов партию «ДОСТ», одну из двух партий представляющую интересы болгарских турок. Так, посол Турции в Болгарии снялся в пропагандистском ролике «ДОСТ», голосовать за эту партию призвал действующий министр Мехмет Мюэззионглу. Также произошёл конфликт из-за недостаточного по мнению Турции участков для голосования, предназначенных для граждан Болгарии, находящихся в Турции. Итогом конфликта стал отзыв посла Болгарии в Турции, ужесточение условий пребывания граждан Турции на территории Болгарии, а также высылка ряда граждан Турции, агитировавших за «ДОСТ».

## Избирательная система
На 240 членов Национальной Ассамблеи избираются на основе открытого списка пропорционального представительства от 31 многомандатном избирательном округе в размере от 4 до 16 мест. Избирательный порог в 4 %.
В общей сложности 371 избирательных участков будут открыты в 70 зарубежных стран и территорий. Центральная избирательная комиссия объявила, что они будут не предоставлять избирательные участки в 9 странах из-за различных причин. Они находятся в Афганистане, Ираке, Ливии и Сирии по соображениям безопасности, а также Эфиопии, Индонезии, Монголия, Северной Корее и Пакистане из-за очень низкого количества поданных заявок от болгарских граждан, проживающих там.

## Участвующие партии
Крайний срок для политических партий для регистрации на выборах 8 февраля 2017 года Список зарегистрированных партий ниже.
| Партия или коалиция                       | Партия или коалиция                              | Лидер                                         | Идеология                                                               | Европейская аффиляция                                              |
| ----------------------------------------- | ------------------------------------------------ | --------------------------------------------- | ----------------------------------------------------------------------- | ------------------------------------------------------------------ |
| Граждане за европейское развитие Болгарии | Граждане за европейское развитие Болгарии        | Бойко Борисов                                 | Консерватизм, Превропеанизм, Популизм                                   | Европейская народная партия                                        |
| БСП за Болгарию                           | Болгарская социалистическая партия               | Корнелия Нилова                               | Социализм, Социал-демократия                                            | Партия европейских социалистов                                     |
| БСП за Болгарию                           | Земледельческий союз Александра Стамболийского   | Панчев Спас                                   | Аграризм                                                                | Партия европейских социалистов                                     |
| БСП за Болгарию                           | Коммунистическая партия Болгарии                 | Александр Паунов                              | Марксизм-ленинизм                                                       | Партия европейских социалистов                                     |
| БСП за Болгарию                           | В верх                                           | Минчо Минчев                                  | Левый национализм                                                       | Партия европейских социалистов                                     |
| БСП за Болгарию                           | Экогласность                                     |                                               | Зелёная политика, охрана окружающей среды                               | Партия европейских социалистов                                     |
| БСП за Болгарию                           | Тракия                                           |                                               |                                                                         | Партия европейских социалистов                                     |
| Движение за права и свободы               | Движение за права и свободы                      | Мустафа Караджа                               | Либеральная демократия, защита турецкого национального меньшинства      | Альянс либералов и демократов за Европу (транснациональный альянс) |
| Объединённые патриоты                     | Национальный фронт спасения Болгарии             | Валерий Симеонов                              | Болгарский национализм, Консерватизм, Евроскептицизм, Популизм          | Движение за европу свобу и демократию                              |
| Объединённые патриоты                     | Атака (партия)                                   | Сидеров, Волен                                | Болгарский национализм и популизм, Евроскептицизм,                      | Идентичность, традиция, суверенитет                                |
| Объединённые патриоты                     | ВМРО — Болгарское национальное движение          | Красимир Каракачанов                          | Болгарский национализм, Национал консерватизм, Евроскептицизм, популизм | Европейские консерваторы и реформисты                              |
| Объединённые патриоты                     | Средний Европейский Класс                        | Георгий Манев                                 | Болгарский национализм, национал-консерватизм, популизм                 |                                                                    |
| Объединённые патриоты                     | Союз патриотических сил -защита                  | Николай Захариев                              | Болгарский национализм                                                  |                                                                    |
| Реформаторский блок                       | Болгарский земледельческий народный союз         | Николай Ненчев                                | Аграрианизм                                                             |                                                                    |
| Реформаторский блок                       | Болгарская новая демократия                      | Борислав Великов                              | Либерализм                                                              |                                                                    |
| Реформаторский блок                       | Движение Болгарских граждан                      | Кунева, Меглена                               | Центризм                                                                |                                                                    |
| Реформаторский блок                       | Союз демократических сил                         | Божидар Лукарский                             | Христианская демократия, проевропеизм, консерватизм                     | Европейская народная партия                                        |
| Реформаторский блок                       | Народный голос                                   | Светослав Витков                              | Популизм                                                                |                                                                    |
| Реформаторский блок                       | Болгарский демократический форум                 | Жаклин Толева                                 | Демократия                                                              |                                                                    |
| Перезагрузка Болгарии                     | Перезагрузка Болгарии                            | Николай Бареков                               | Консерватизм, Евроскептицизм, популизм                                  | Альянс европейских консерваторов и реформистов                     |
| АБВ-Движение 21                           | Альтернатива за Болгарское возрождение           | Константин Проданов                           | Социал-демократия, русофилия                                            |                                                                    |
| АБВ-Движение 21                           | Движение 21                                      | Татьяна Дончева                               |                                                                         |                                                                    |
| Да Болгария                               | Да, България                                     | Иванов, Христо                                | Либерализм                                                              |                                                                    |
| Да Болгария                               | Зеленые                                          | Зарица Георгиева, Владислав Панев             | Зелёная политика, Охрана окружающей среды                               | Европейская зелёная партия                                         |
| Да Болгария                               | ДЕОС                                             | Виктор Лилов                                  | Либерализм                                                              |                                                                    |
| Коалиция немощных                         | БСД                                              | Димитрий Митев                                | Социал-демократия                                                       |                                                                    |
| Коалиция немощных                         | Болгарская социал-демократическая партия         | Димитрий Митев                                | Социал-демократия                                                       |                                                                    |
| Коалиция немощных                         | Христианско-социалистический союз                | Димитрий Митев                                | Христианская демократия                                                 |                                                                    |
| Партия зеленых                            | Партия зеленых                                   | Владимир Николов                              | Зелёная политика, охрана окружающей среды                               | Европейская зелёная партия                                         |
| КТО- Болгарские левые и зелёная партия    | Болгарские левые                                 | Христофор Дочев, Маргарита Милева, Иван Генов | Демократический социализм                                               | Партия Европейских левых                                           |
| КТО- Болгарские левые и зелёная партия    | КТО — Компетенция, открытость и реальность       |                                               |                                                                         |                                                                    |
| КТО- Болгарские левые и зелёная партия    | Зелёная партия                                   |                                               | Экология, охрана окружающей среды                                       | Европейская зелёная партия                                         |
| Новая республика                          | Демократы за сильную Болгарию                    | Радан Канев                                   | Национал-консерватизм, проевропеизм                                     | Европейская народная партия                                        |
| Новая республика                          | Союз за Пловдив                                  |                                               |                                                                         |                                                                    |
| Новая республика                          | Болгарское демократическое сообщество            |                                               |                                                                         |                                                                    |
| Болгарский демократический центр          | Болгарский демократический центр                 | Красимир Ковачка, Серафим Кенов               | Консерватизм                                                            |                                                                    |
| Воля                                      | Воля                                             | Веселин Марешки                               | Популизм                                                                |                                                                    |
| Движение за изменения Болгарская Весна    | Движение за изменения Болгарская Весна           | Велизар Енчев                                 | Левый национализм                                                       |                                                                    |
| Болгарская национальная ассоциация        | Болгарская национальная ассоциация               | Георгий Георгиев                              |                                                                         |                                                                    |
| Возрождение                               | Возрождение                                      | Константин Константинов                       | Болгарский национализм                                                  |                                                                    |
| национал республиканская партия           | национал республиканская партия                  | Младен Младенов                               |                                                                         |                                                                    |
| Движение за равную общественную модель    | Движение за равную общественную модель           | Илья Ильев                                    | Права и интересы цыган                                                  |                                                                    |
| Движение вперед Болгария                  | Движение вперед Болгария                         | Зорница Тодорова                              |                                                                         |                                                                    |
| Ассоциация дост                           | Демократы за открытость, свободу и толерантность | Лютви Местан                                  | Интересы турецкого меньшинства, хорошие отношения с Турцией             |                                                                    |
| Ассоциация дост                           | Народная партия свобода и достоинство            | Орхан Исмаилов                                | Либерализм                                                              |                                                                    |

## Независимые кандидаты
- Соня Спасова Маркова — (РИК 01)
- Красимир Иванчев Жейнов — (РИК 03)
- Росица Пенчева Йорданова — (РИК 03)
- Златко Спасов Здравков — (РИК 11)
- Димитър Огнянов Игнатов — (РИК 15)
- Румен Желязков Домбашов — (РИК 22)
- Георги Стоянов Кадиев — (РИК 23)
- Димитър Кирилов Байрактаров — (РИК 25)
- Иван Стоянов Матев — (РИК 27)

## Опросы общественного мнения
Проценты не учитывают неопределившихся избирателей.
| Ресурс                                                                          | Дата            | Размер | Ошибка  | ГЕРБ     | БСП         | ДПС    | ОП     | РБ     | Воля   | Да, България | АБВ    | Другие / Против всех | Отрыв |       |   |   |       |        |
| ------------------------------------------------------------------------------- | --------------- | ------ | ------- | -------- | ----------- | ------ | ------ | ------ | ------ | ------------ | ------ | -------------------- | ----- | ----- | - | - | ----- | ------ |
| Ресурс                                                                          | Дата            | Размер | Ошибка  | 2014 год | 5 .10. 2014 |        |        | 32.7 % | 15.4 % | 14.8 %       | 11.8 % | Другие / Против всех | Отрыв | 8.9 % | - | - | 4.2 % | 12.2 % |
| Trend Архивная копия от 13 ноября 2017 на Wayback Machine                       | 17 января 2017  | 1,002  | ± 3,1 % | 32.2 %   | 29.3 %      | 7.8 %  | 10.4 % | 3.7 %  | 5.9 %  | 0.7 %        | 1.0 %  | 9.0 %                | 2.9 % |       |   |   |       |        |
| Alpha Research Архивная копия от 1 апреля 2017 на Wayback Machine               | 22 января 2017  | 1,024  | ± 3,0 % | 32.6 %   | 28.8 %      | 7.8 %  | 10.7 % | 3.8 %  | 4.4 %  | 2.3 %        | 1.4 %  | 8.2 %                | 3.8 % |       |   |   |       |        |
| Estat Архивная копия от 1 апреля 2017 на Wayback Machine                        | 22 января 2017  | 1,000  | ± 3,1 % | 36.1 %   | 27.5 %      | 6.0 %  | 7.0 %  | 2.4 %  | 8.4 %  | 0.9 %        | 1.9 %  | 9.8 %                | 8.6 % |       |   |   |       |        |
| Gallup Архивная копия от 16 июня 2019 на Wayback Machine                        | 30 января 2017  | 816    | ± 3,5 % | 27.6 %   | 28.7 %      | 8.2 %  | 11.9 % | 4.3 %  | 7.7 %  | 2.0 %        | 1.9 %  | 7.7 %                | 1.1 % |       |   |   |       |        |
| CAM Архивная копия от 28 февраля 2017 на Wayback Machine                        | 7 февраля 2017  | 1,012  | ± 3,1 % | 29.2 %   | 28.1 %      | 9.6 %  | 7.5 %  | 3.7 %  | 5.2 %  | 1.5 %        | 0.9 %  | 14.3 %               | 1.1 % |       |   |   |       |        |
| Trend Архивная копия от 2 апреля 2017 на Wayback Machine                        | 9 февраля 2017  | 1,002  | ± 3,1 % | 29.7 %   | 28.7 %      | 9.0 %  | 9.9 %  | 3.4 %  | 6.5 %  | 2.3 %        | 2.0 %  | 8.5 %                | 1.0 % |       |   |   |       |        |
| Sova Haris Архивная копия от 1 марта 2020 на Wayback Machine                    | 20 февраля 2017 | 1,003  | ± 3,0 % | 31.3 %   | 31.6 %      | 6.4 %  | 10.3 % | 6.3 %  | 7.2 %  | 0.5 %        | 3.0 %  | 3.4 %                | 0.3 % |       |   |   |       |        |
| Alpha Research Архивная копия от 28 февраля 2017 на Wayback Machine             | 23 февраля 2017 | 1,024  | ± 3,0 % | 31.5 %   | 29.6 %      | 6.8 %  | 10.8 % | 3.9 %  | 5.7 %  | 2.6 %        | 2.9 %  | 6.2 %                | 1.9 % |       |   |   |       |        |
| AFIS (недоступная ссылка)                                                       | 27 февраля 2017 | 1,200  | ± 3,0 % | 28.2 %   | 30.5 %      | 6.7 %  | 8.5 %  | 4.5 %  | 5.1 %  | 1.3 %        | 3.3 %  | 12.0 %               | 2.3 % |       |   |   |       |        |
| Estat Архивная копия от 1 марта 2020 на Wayback Machine                         | 28 февраля 2017 | 1,000  | ± 3,1 % | 30.9 %   | 31.6 %      | 6.7 %  | 9.0 %  | 4.1 %  | 12.3 % | 2.4 %        | 1.5 %  | 1.3 %                | 0.7 % |       |   |   |       |        |
| Gallup Архивная копия от 16 июня 2019 на Wayback Machine                        | 5 марта 2017    | 1,003  | ± 3,1 % | 28.3 %   | 30.2 %      | 8.2 %  | 11.9 % | 4.3 %  | 7.4 %  | 2.3 %        | 2.6 %  | 4.8 %                | 1.9 % |       |   |   |       |        |
| Institute of Modern Politics Архивная копия от 12 марта 2017 на Wayback Machine | 6 марта 2017    | 827    | ± 3,1 % | 29.1 %   | 29.0 %      | 7.3 %  | 9.5 %  | 3.5 %  | 5.8 %  | 1.7 %        | 4.1 %  | 10.0 %               | 0.1 % |       |   |   |       |        |
| Gallup Архивная копия от 16 июня 2019 на Wayback Machine                        | 15 марта 2017   | 1,012  | ± 3,0 % | 29.9 %   | 30.3 %      | 8.1 %  | 11.5 % | 4.4 %  | 6.5 %  | 2.3 %        | 2.4 %  | 3.6 %                | 0.4 % |       |   |   |       |        |
| AFIS                                                                            | 16 марта 2017   | 1,010  | ± 3,0 % | 31.2 %   | 31.5 %      | 8.5 %  | 9.9 %  | 4.4 %  | 5.3 %  | 1.1 %        | 4.1 %  | 4.1 %                | 0.3 % |       |   |   |       |        |
| Trend Архивная копия от 21 марта 2017 на Wayback Machine                        | 16 марта 2017   | 1,004  | ± 3,1 % | 29.8 %   | 27.9 %      | 8.7 %  | 10.2 % | 3.8 %  | 7.3 %  | 2.1 %        | 2.6 %  | 7.6 %                | 1.9 % |       |   |   |       |        |
| CAM                                                                             | 16 марта 2017   | 1,012  | ± 3,1 % | 29.6 %   | 29.0 %      | 10.8 % | 10.0 % | 3.5 %  | 6.2 %  | 1.9 %        | 1.5 %  | 7.5 %                | 0.6 % |       |   |   |       |        |
| Mediana Архивная копия от 22 марта 2017 на Wayback Machine                      | 20 марта 2017   | 1,010  | ± 3,0 % | 26.6 %   | 27.7 %      | 11.1 % | 10.2 % | 5.1 %  | 9.6 %  | 1.1 %        | 4.0 %  | 4.6 %                | 1.1 % |       |   |   |       |        |
| Gallup Архивная копия от 24 марта 2017 на Wayback Machine                       | 21 марта 2017   | 1,012  | ± 3,0 % | 27.1 %   | 26.5 %      | 9.7 %  | 12.3 % | 3.8 %  | 8.2 %  | 2.4 %        | 2.6 %  | 7.4 %                | 0.6 % |       |   |   |       |        |
| Alpha Research                                                                  | 22 марта 2017   | 1,033  | ± 3,0 % | 31.7 %   | 29.1 %      | 8.4 %  | 8.9 %  | 4.0 %  | 6.8 %  | 2.5 %        | 2.9 %  | 5.7 %                | 2.6 % |       |   |   |       |        |

↑  Сумма результатов Патриотического фронта и Атаки

## Результаты
| Партия                                                           | Голосов   | %     | Мест | +/-   |
| ---------------------------------------------------------------- | --------- | ----- | ---- | ----- |
| ГЕРБ                                                             | 1 147 283 | 32,65 | 95   | +11   |
| БСП за Болгарию                                                  | 955 490   | 27,12 | 80   | +41   |
| Объединённые патриоты                                            | 318 513   | 9,07  | 27   | -3    |
| Движение за права и свободы                                      | 315 976   | 8,99  | 26   | -12   |
| Воля                                                             | 145 637   | 4,15  | 12   | Новая |
|                                                                  |           |       |      |       |
| Реформаторский блок                                              | 107 399   | 3,06  | 0    | -23   |
| Да, Болгария                                                     | 101 217   | 2,88  | 0    | 0     |
| ДОСТ                                                             | 100 481   | 2,86  | 0    | Новая |
| Новая республика                                                 | 86 984    | 2,48  | 0    | Новая |
| АБВ-Движение 21                                                  | 54 049    | 1,55  | 0    | -11   |
| Возрождение                                                      | 37 881    | 1,08  | 0    | Новая |
| Партия зелёных                                                   | 10 157    | 0,29  | 0    | 0     |
| Болгарская весна                                                 | 9229      | 0,26  | 0    | Новая |
| Вперед Болгария                                                  | 6447      | 0,19  | 0    | Новая |
| Коалиция немощных                                                | 5945      | 0,17  | 0    | Новая |
| Движение за равную общественную модель                           | 4998      | 0,14  | 0    | Новая |
| Болгарская национальная ассоциация                               | 3920      | 0,11  | 0    | Новая |
| Болгарский демократический центр                                 | 3129      | 0,09  | 0    | -15   |
| КТО-Левые-Зелёные                                                | 2876      | 0,08  | 0    | 0     |
| Национальная республиканская партия                              | 2328      | 0,07  | 0    | Новая |
| Независимые                                                      | 5115      | 0,15  | 0    | 0     |
| Против всех                                                      | 87 854    | 2,50  | -    | -     |
| Недействительные и неполные                                      | 169 009   | -     | -    | -     |
| Всего                                                            | 3 682 493 | 100   | 240  | 0     |
| Избирателей/Явка                                                 | 7 004 358 | 52,57 | -    | -     |
| Источник: ЦИК Архивная копия от 27 марта 2017 на Wayback Machine |           |       |      |       |

## Реакция
Бойко Борисов сказал, что его партия будет формировать коалиционное правительство с Объединёнными патриотами.

## Последствия
Вновь избранный парламент проработал полный избирательный срок -четыре года.